# KkStB-Tenderreihe 46
Die kkStB-Tenderreihe 46 war eine Schlepptenderreihe der kaiserlich-königlichen Staatsbahnen (kkStB), deren Tender ursprünglich von der Kaiser Ferdinands-Nordbahn (KFNB) stammten.
Die KFNB beschafften diese Tender für ihre Lokomotiven ab 1884.
Sie wurden von Ringhoffer in Prag-Smichov, von der Wiener Neustädter Lokomotivfabrik, von Krauss in Linz, von der Lokomotivfabrik der StEG und von der Lokomotivfabrik Floridsdorf geliefert.
Sie wurden bei der KFNB als Reihe L bezeichnet.
Nach der Verstaatlichung der KFNB ordneten die kkStB diese Tender als Reihe 46 ein und kuppelten sie weiterhin ausschließlich mit den Lokomotiven der Reihen 104 (ex KFNB IIc) und 51 (ex KFNB Vd).